# Braccio sinistro

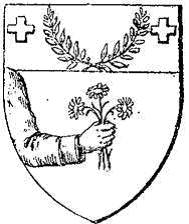
Braccio sinistro tenente dei fiori (in questo caso in realtà è un braccio movente dal lembo destro)

Braccio sinistro o sinistrocherio è un termine utilizzato in araldica: il normale è quello umano, piegato a scaglione, e muove dal lembo destro dello scudo entrando nel campo.

Sinistrocherio armato (Valka, Lettonia)
D'azzurro, al sinistrocherio d'oro, movente dal fianco destro, tenente una chiave rivoltata d'argento (Saint-Pierre, Francia)

Le braccia, destre o sinistre, si possono porre di carnagione, armate, vestite, col manipolo (una striscia di drappo che si mette pendente dal braccio), recise, uscenti dai lati dello scudo o da una nuvola o poste in palo. Sono spesso usate come cimiero.